# NK BSK Bijelo Brdo
Der NK BSK Bijelo Brdo (Nogometni Klub Bjelobrdski sportski klub Bijelo Brdo) ist ein Fußballverein aus der kroatischen Ortschaft Bijelo Brdo.

## Geschichte
Der 1935 gegründete Verein aus der Gespanschaft Osijek-Baranja in Slawonien spielte bis zu seiner Auflösung im kroatischen Amateurbereich. Nach der erneuten Gründung im Jahre 2002 startete man in der fünften Liga und stieg zehn Jahre später als Drittligameister in die 2. HNL auf. Doch vor der Saison wurde dem Verein die Lizenz verweigert und man spielte weitere sechs Jahre in der Drittklassigkeit, ehe 2018 der Aufstieg erneut glückte. In der Saison 2020/21 gelang mit dem 3. Platz die bisher beste Platzierung der Vereinsgeschichte.

## Erfolge
- Kroatischer Drittligameister: 2012

## Saisonbilanzen
| Saisons | Liga   | Ebene | Platz | Spiele | Tore  | Punkte |
| ------- | ------ | ----- | ----- | ------ | ----- | ------ |
| 2018/19 | 2. HNL | II    | 09.   | 26     | 31:37 | 28     |
| 2019/20 | 2. HNL | II    | 14.   | 19     | 18:23 | 22     |
| 2020/21 | 2. HNL | II    | 03.   | 34     | 52:40 | 55     |
| 2021/22 | 2. HNL | II    | 12.   | 30     | 30:41 | 39     |
| 2022/23 | 1. NL  | II    | 04.   | 33     | 41:37 | 44     |
| 2023/24 | 1. NL  | II    | 10.   | 33     | 30:44 | 34     |
| 2024/25 | 1. NL  | II    | 07.   | 33     | 40:42 | 46     |

## Ehemalige Spieler
- Kristijan Krajček (2014–2026, 2018–2019)
- Marko Dabro (2019–2021)

## Stadion
Der Verein trägt seine Heimspiele im 1000 Zuschauer fassenden Stadion BSK aus.